# Мирзаев, Тишабай
Тишабай Мирзаев — советский хозяйственный, государственный и политический деятель.

## Биография
Член ВКП(б).
С 1935 года — на хозяйственной, общественной и политической работе.
В 1935—1955 гг. — председатель совета урожайности колхоза им. Икрамова Андижанского района, народный заседатель Верховного Суда СССР, начальник строительства Большого Ферганского канала, председатель Ферганского облисполкома (1938—1942), председатель хлопководческого колхоза им. Дзержинского Андижанского района.
Избирался депутатом Верховного Совета СССР 1-го, 2-го, 3-го созывов.